# Morro Bay

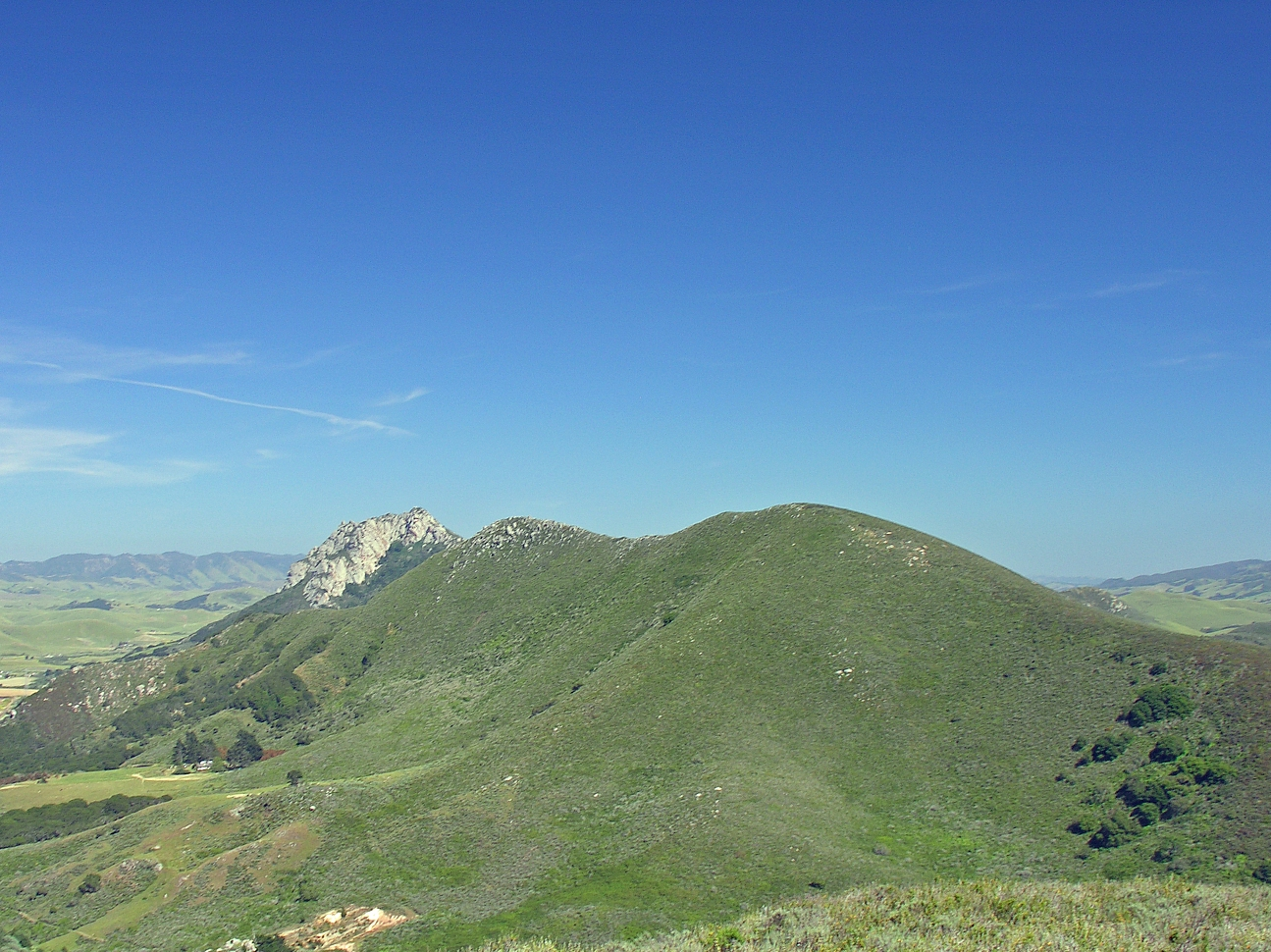
Bergstoppen Cabrillo Peak i Morro Bay
Foto: Kjkolb

Morro Bay är en stad i San Luis Obispo County, Kalifornien, USA. År 2000 hade staden 10 350 invånare.